# Anomalon
Anomalon är ett släkte av steklar som beskrevs av Georg Wolfgang Franz Panzer 1804. Anomalon ingår i familjen brokparasitsteklar.

## Bildgalleri

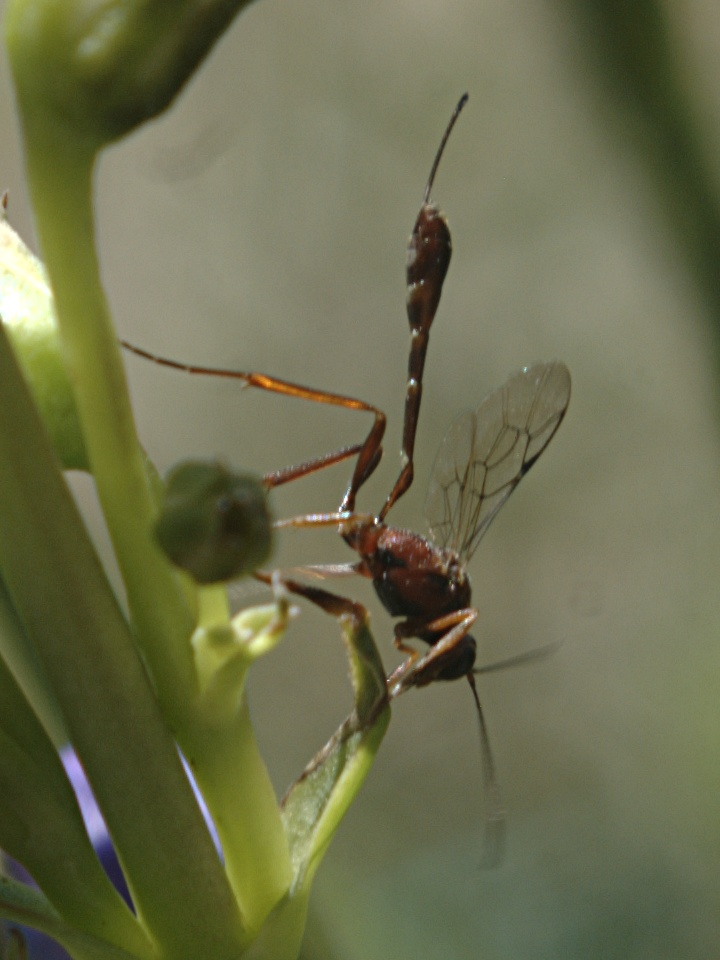

## Dottertaxa tillAnomalon, i alfabetisk ordning[1][2]
- Anomalon acevedoi
- Anomalon afflictum
- Anomalon ambonense
- Anomalon amseli
- Anomalon anae
- Anomalon arcuatum
- Anomalon arizonicum
- Anomalon ashmeadi
- Anomalon australense
- Anomalon avanzoi
- Anomalon californicum
- Anomalon canadense
- Anomalon canoae
- Anomalon cerdasi
- Anomalon chinense
- Anomalon concolor
- Anomalon confertum
- Anomalon constrictum
- Anomalon coreanum
- Anomalon cotoi
- Anomalon cruentatum
- Anomalon cuetoi
- Anomalon curvatum
- Anomalon deletum
- Anomalon duniae
- Anomalon ejuncidum
- Anomalon excisum
- Anomalon extenuator
- Anomalon fermini
- Anomalon flavolabes
- Anomalon flavomaculatum
- Anomalon floridanum
- Anomalon flosmaculum
- Anomalon formosanum
- Anomalon frontale
- Anomalon fulvomaculum
- Anomalon fulvopedes
- Anomalon fuscatum
- Anomalon fuscipenne
- Anomalon fuscipes
- Anomalon glabrum
- Anomalon guisellea
- Anomalon hengduanense
- Anomalon intermedium
- Anomalon japonicum
- Anomalon karlae
- Anomalon kozlovi
- Anomalon kurumense
- Anomalon kusigematii
- Anomalon laticeps
- Anomalon levipectus
- Anomalon luteum
- Anomalon menlongelum
- Anomalon menlongus
- Anomalon minimum
- Anomalon miocenicum
- Anomalon montanum
- Anomalon morleyi
- Anomalon nepalense
- Anomalon nigribase
- Anomalon nigrum
- Anomalon nirvanum
- Anomalon novemmaculatum
- Anomalon novoguineense
- Anomalon ocellatum
- Anomalon ohharai
- Anomalon ovandoi
- Anomalon pabloi
- Anomalon palaeon
- Anomalon pardalus
- Anomalon petronae
- Anomalon picticorne
- Anomalon planobucca
- Anomalon primum
- Anomalon protogaeum
- Anomalon punctatulum
- Anomalon reticulatum
- Anomalon rufipes
- Anomalon rufiventris
- Anomalon rufopetiolatum
- Anomalon secernendum
- Anomalon sinuatum
- Anomalon subxishuangum
- Anomalon teresscutella
- Anomalon texanum
- Anomalon tisisthenes
- Anomalon ugaldei
- Anomalon variistriatum
- Anomalon venustulum
- Anomalon victorovi
- Anomalon villegasi
- Anomalon vivum
- Anomalon xishuangus
- Anomalon yescai
- Anomalon yoshiyasui